# Прометей (скульптура, Эрнст Неизвестный)
Прометей — скульптурная композиция монументального искусства с изображением одного из героев древнегреческой мифологии — Прометея; монумент также имеет другие названия — «Дружба детей мира», «Прометей и дети мира».

## История и описание
Монумент «Дружбы детей мира» в «Морском» лагере МДЦ «Артек» был заложен в 1962 году детьми из 83 стран, которые привезли в «Артек» кусочки разноцветных горных пород. Работа над ним была окончена в июле 1967 года.
Основой композиции закруглённой формы является большое панно из ракушечника и розового армянского туфа с горельефными изображениями детских лиц разных национальностей и надписью «Сердцем пламенем, солнцем сиянием, костром заревом, дети шара земного, дорогу дружбы, труда, счастья, мира, свободы, равенства, братства навсегда озарим» — слева; и изображением Прометея — справа. Лица детей и ладонь символизируют единство и дружбу детей разных стран мира. Панно размещено на отвесной стене крутого берега, обрамляя круглую площадку. Общая длина горельефа составляет около 33 метров, высота - около 4 метров, размер самого крупного вертикального элемента композиции - ладони - 6 метров.
Решением Крымского облисполкома от 10.12.1984 года монумент состоит на государственном учёте. Скульптурная композиция была выполнена по заказу ЦК ВЛКСМ, перевезена из Москвы в «Артек» и смонтирована под руководством московского архитектора Анатолия Трофимовича Полянского, а также художников по металлу Хаима Рысина и Дземса Бодниекса.
За время нахождения «Артека» в составе Украины инфраструктура детского лагеря была запущена. Монумент стал заложником материала, из которого он был построен — за многие десятилетия он частично разрушился. Вандалы оторвали медные листы с уникальной чеканкой, выполненной латвийскими мастерами. Новый генеральный директор просил Эрнста Неизвестного принять участие в восстановлении монументального сооружения. Но выдающийся скульптор не успел это сделать.
Директор МДЦ «Артек» Алексей Каспржак назвал этот памятник одной из ключевых культурных составляющих лагеря:

«Монумент подтверждает высочайшую культурную планку, в соответствии с которой происходило развитие артековского пространства. Сами культурные артефакты, окружающие детей, являются памятниками и формируют культурный стандарт личности.
Это произведение побуждает артековцев обратиться к целому пласту культурного наследия нашей страны, причем изучать его как с искусствоведческой, так и с исторической точки зрения.»

В 2021 году реконструкция монумента была завершена.